# مورغان ماير
مورغان ماير (بالإنجليزية: Morgan Meyer)‏ هو محامي وسياسي أمريكي، ولد في 8 أغسطس 1974. حزبياً، نشط في الحزب الجمهوري. وقد انتخب عضو مجلس نواب تكساس.

## الحياة والتعليم
ولد ماير في لوبوك، تكساس. حصل على درجة البكالوريوس في الآداب في العلوم السياسية والتاريخ من جامعة ساوثرن ميثوديست ودكتوراه في القانون من كلية الحقوق بجامعة واشنطن ولي.

## حياته المهنية
عمل ماير كمتدرب لدى عضو الكونجرس لاري كومبست وككاتب قانوني للقاضي جون ماكليلان مارشال. عمل ماير منذ ذلك الحين كمحام في Bracewell LLP و Wick Phillips. تم انتخاب ماير لعضوية مجلس النواب في تكساس في نوفمبر 2014 وتولى منصبه في يناير 2015.  خلال الجلسة التشريعية 2019-2020 ، كان ماير رئيسا للجنة التحقيق العامة بمجلس النواب. في جلسة 2021-2022 ، كان رئيسا للجنة الطرق والوسائل في مجلس النواب 
في عام 2021 ، دفع ماير من أجل تشريع من شأنه أن يمدد برنامج حوافز ضريبية للشركات بمليارات الدولارات في تكساس. كشفت تقارير استقصائية أجرتها صحيفة هيوستن كرونيكل أن جميع المتقدمين تقريبا لبرنامج الحوافز الضريبية للشركات قد تمت الموافقة على طلباتهم ، وأن عشرات الشركات فشلت في الوفاء بتعهداتها ، وأن بعض الشركات قد أكملت بالفعل المشاريع التي تقدمت بطلب للحصول على البرنامج من أجلها. 